# I Am a Camera
«I Am a Camera» es el quinto sencillo del grupo británico The Buggles, publicado en octubre de 1981 como primer sencillo del segundo álbum de estudio, Adventures In Modern Recording. Trevor Horn y Geoff Downes partieron escribiendo la canción antes de ingresar al grupo Yes. Una versión de la canción fue lanzada como Into the Lens en el álbum de Yes, Drama. Cuando Horn y Downes continuaron con el nuevo álbum de The Buggles, la canción fue completada como I Am a Camera.
En el vídeo musical de la canción, durante el inicio, aparecen las clásicas gafas usadas por Trevor Horn. En una lente de las gafas aparecen imágenes del vídeo y el otro es solo vidrio. En el lado con imágenes aparece Horn. Luego aparecen escenas que involucran a Horn cantando, rompiendo gafas y herramientas de ópticos.
El título es una cita del libro de Christopher Isherwood, Goodbye to Berlin (1939). La cita completa dice, "I am a camera with its shutter open, quite passive, recording, not thinking". También existe una película (1955) basada en el libro, titulada I Am a Camera.